# Made in America (Blues Brothers)
Pour les articles homonymes, voir Made in America.
Albums de The Blues Brothers
The Blues Brothers: Music from the Soundtrack
(1978) Best of the Blues Brothers
(1981)
Made in America est le troisième album des Blues Brothers, enregistré du 26 juillet au 1er août 1980 au Universal Amphitheatre de Los Angeles et sorti en décembre 1980, le single Who's Makin' Love a atteint le top 40 de Billboard.

## Liste des pistes
| No  | Titre                         | Auteur                                                          | Durée |
| --- | ----------------------------- | --------------------------------------------------------------- | ----- |
| 1.  | Soul Finger/Funky Broadway    | Alexander, Caldwell, Cauley, Cunningham, Jones, King, Christian | 2:05  |
| 2.  | Who's Making Love?            | Banks, Crutcher, Davis, Jackson                                 | 3:33  |
| 3.  | Do You Love Me/Mother Popcorn | James Brown, Pee Wee Ellis, Berry Gordy                         | 2:55  |
| 4.  | Guilty                        | Newman                                                          | 3:41  |
| 5.  | Perry Mason Theme             | Steiner                                                         | 2:04  |
| 6.  | Riot in Cell Block No. 9      | Leiber, Stoller                                                 | 3:32  |
| 7.  | Green Onions                  | Cropper, Jackson, Jones, Steinberg                              | 5:45  |
| 8.  | I Ain't Got You               | Carter                                                          | 2:44  |
| 9.  | From the Bottom               | Williamson                                                      | 3:25  |
| 10. | Going Back to Miami           | Cochran                                                         | 4:01  |